# Major Lazer
Major Lazer je americká hudební skupina hrající elektronickou hudbu. Skupinu založili v roce 2008 dva diskžokejové Diplo a Switch. Druhý jmenovaný později odešel a na jeho pozici se vystřídalo několik dalších hudebníků. Své první album skupina vydala v červnu 2009 a druhé o čtyři roky později. Skupina rovněž vydala řadu EP a spolupracovala s umělci, jakými jsou Pharrell Williams, Amber Coffman, Bruno Mars, Wyclef Jean a Flux Pavilion.

## Diskografie
- Guns Don't Kill People... Lazers Do (2009)
- Free the Universe (2013)
- Peace Is the Mission (2015)
- Lazerism (2020)